# Dwór w Dołędze

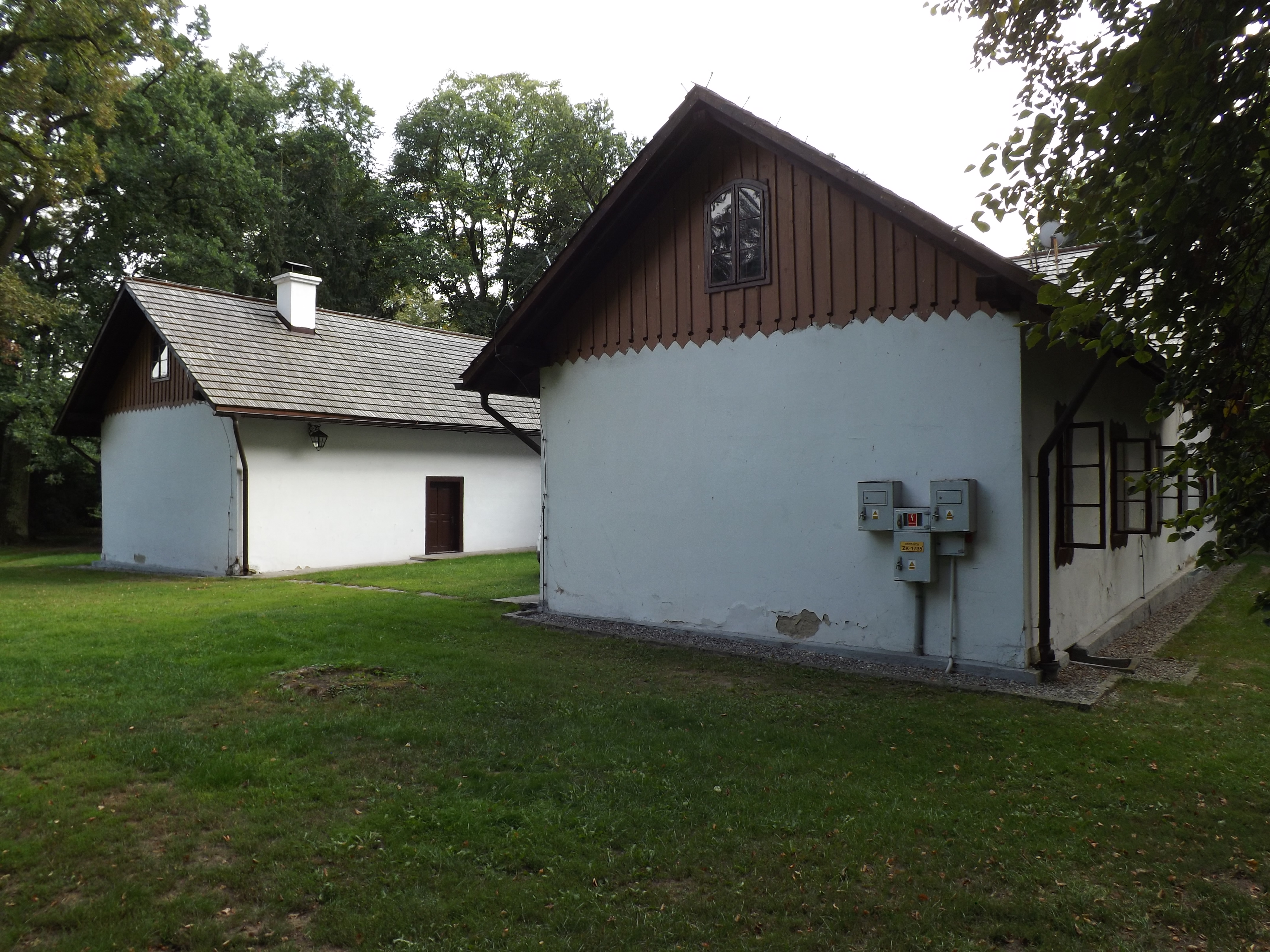
Dwór w Dołędze. Elewacja północna.

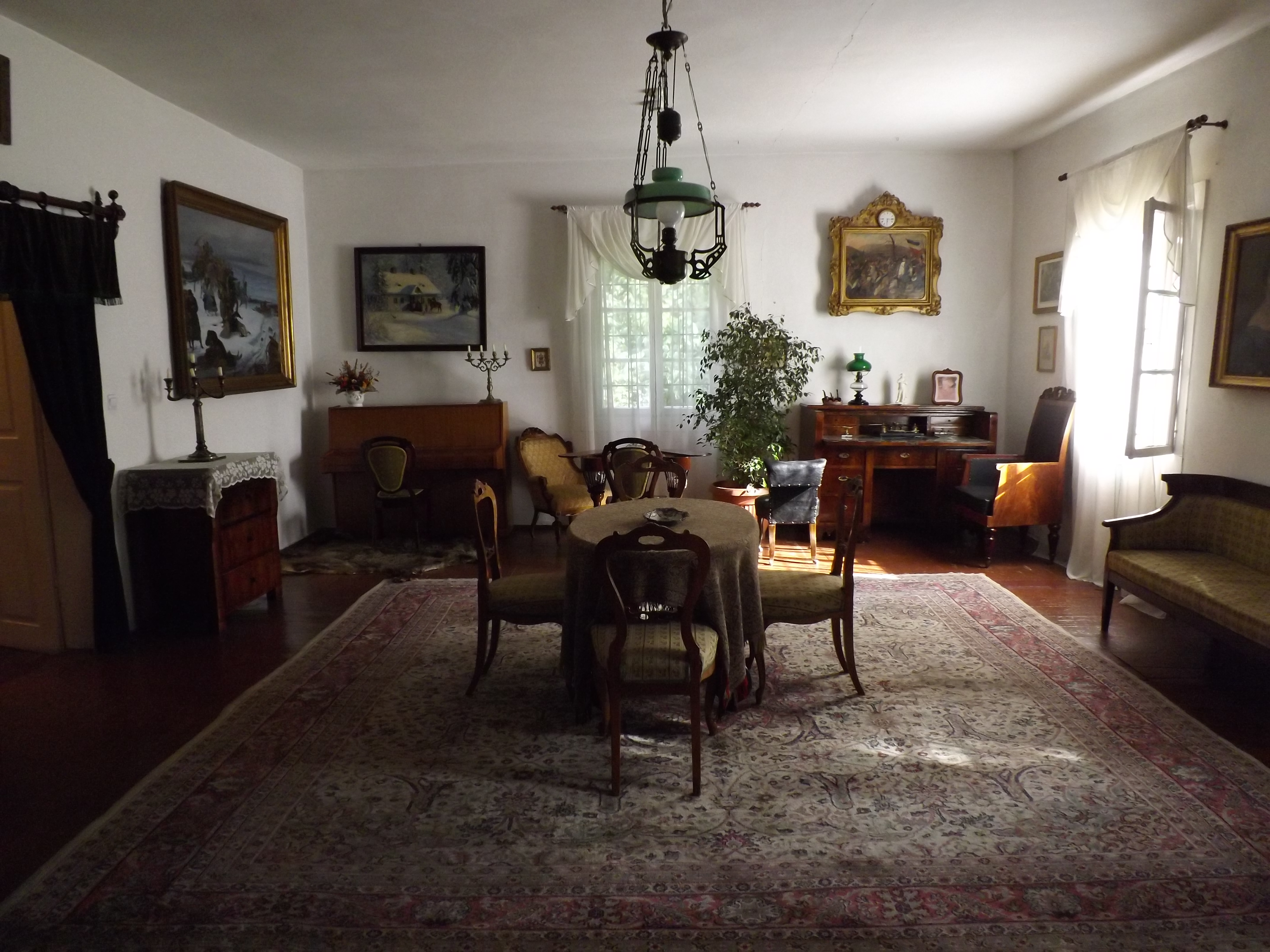
Gabinet, jeden z pokoi we dworze w Dołędze.

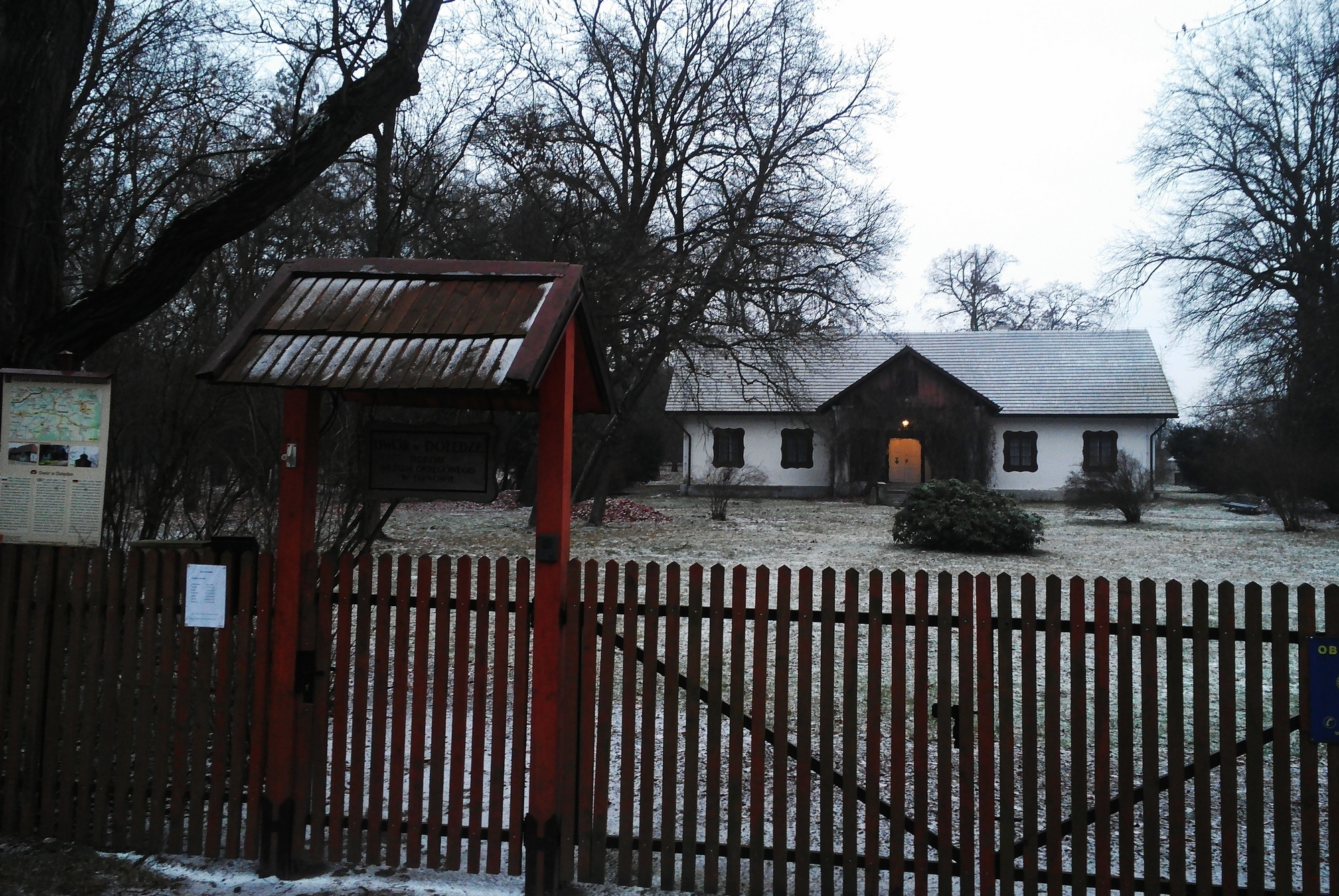
Dwór w Dołędze w zimowy poranek.

Dwór w Dołędze – drewniana siedziba wiejska w miejscowości Dołęga wzniesiona w połowie XIX wieku. Posiada typowe cechy dworu polskiego, zbudowanego na planie podkowy. Budynek związany z powstaniem styczniowym oraz operacjami Most II i Most III z czasów II wojny światowej. Dworek znajduje się na Szlaku architektury drewnianej w województwie małopolskim.

## Historia[2][3]
Pierwsze informacje o wsi Dołęga pochodzą z XVII wieku. W tym czasie wieś należała do tzw. klucza radłowskiego i była własnością biskupstwa krakowskiego. Po roku 1782 dobra te zostały przejęte przez Fundusz Religijny utworzony przez władze austriackie, następnie zlicytowane. Po odkupieniu dóbr pierwszą właścicielką wsi zostaje Justyna z Bartkowskich Pikuzińska wraz z mężem Julianem Pikuzińskim. Budują nieistniejący dwór, który został splądrowany i spalony w 1846 roku w okresie rzezi galicyjskiej. W tym czasie właścicielem dworu był Teofil Pikuziński (zginął w czasie rzezi), syn Justyny i Juliana. Kolejną właścicielką została Maria Pikuzińska córka Juliana i Justyny Pikuzińskich. W 1848 roku Maria wyszła za mąż za Aleksandra Günthera. Był synem pochodzącego z Turyngii Antoniego Günthera, którego rodzina zamieszkała w Polsce podczas wojny napoleońskiej. Młode małżeństwo zamieszkało w nowo wybudowanym dworze, który pełnił ważne funkcje w okresie powstania styczniowego. Dwór ten istnieje do dziś. Po śmiercie ojca majątkiem zajmował się syn Władysław Günther ożeniony z Zofią Podhorodecką. Po śmierci Władysława, majątek przejął szwagier Franciszek Wolski, mąż Ludwiki Güntherówny. Gospodarował on do 1896 roku. We dworze gościli wtedy m.in. Adam Asnyk, Włodzimierz Tetmajer, Tadeusz Miciński, Stanisław Wyspiański, Lucjan Rydel (nauczyciel Jadwigi z Wolskich Tumidajskiej – zdjęcie jest na tableau we dworze), Tadeusz Boy-Żeleński, Jacek Malczewski. Ożywione kontakty były zasługą Ignacego Maciejowskego, który ożenił się z  Marią Güntherówną córką Aleksandra i Marii z Pikuzińskch Güntherów.  Po jego śmierci mieszkały we dworze jego córki: Irena i Jadwiga. Irena Güntherówna wyszła za mąż za Michała Siedleckiego. Jadwiga Güntherówna (ostatnia właścicielka dworu) w 1931 roku wyszła za mąż za Juliana Tumidajskiego, który był prawnikiem z Radłowa. 
Dwór po II wojnie światowej nie został upaństwowiony, ponieważ majątek dworu miał tylko około 20 hektarów. W takim stanie przetrwał do 1973 roku, kiedy to Jadwiga Tumidajska rozpoczęła rozmowy o utworzeniu w dworze muzeum. Dwa lata później dwór został przejęty przez państwo, na rzecz powstania muzeum. We wrześniu 1981, po kilkuletnim gruntownym remoncie, otworzono tu zapowiadane muzeum. Miesiąc później zmarła ostatnia właścicielka dworu. 

### Dwór w czasie powstania styczniowego[4]
W czasie powstania styczniowego dwór pełnił funkcje punktu zbornego z okolicznych dworów. Tutaj zjeżdżali polscy patrioci, gdzie odbywały się narady  w ścisłej tajemnicy. W dniach 26–28 października 1863 roku przebywał we dworze Marian Langiewicz, gdzie przy kapliczce znajdującej się przy dworze odbierał przysięgę od powstańców. Podczas walk dwór wchodził w skład nadgranicznego kordonu sanitarnego i przyjmował rannych powstańców na czas rekonwalescencji. Swój udział w powstaniu miał też Teofil Pikuziński, syn Juliana i Justyny Pikuzińskich.

## Obecnie
Dwór pełni funkcje muzealne. Mieści się w nim oddział Muzeum Ziemi Tarnowskiej w Tarnowie. Zwiedzający mogą się zapoznać z historią dworu. Wystawa przedstawia wystrój dworu polskiego z przełomu XIX i XX wieku. Można zobaczyć: salon, jadalnię, sypialnię-salon, pokój Michała Siedleckiego i sypialnię kobiecą. Na zewnątrz dworu zachował się mały park oraz kapliczka. Od 1982 roku znajduje się tu również drewniany spichlerz, przeniesiony z folwarku Sanguszków w Chyszowie.